# جون بورنس (لاعب كرة قاعدة)
جون بورنس (بالإنجليزية: John Burns)‏ هو لاعب كرة قاعدة أمريكي، ولد في 1859 في نيو بريتن في الولايات المتحدة، وتوفي في 7 أكتوبر 1919 في سبرينغفيلد في الولايات المتحدة.